# Hildegard Macha
Hildegard Macha (früherer Name: Hildegard Schafhausen; * 1946) ist eine deutsche Pädagogin. Sie war bis zu ihrer Emeritierung Professorin für Pädagogik und Erwachsenenbildung an der Universität Augsburg. Ihre Forschungsschwerpunkte sind Familienforschung, Pädagogische Anthropologie, Genderforschung, Weiterbildungsforschung und Gleichstellungsforschung.

## Werdegang
Hildegard Schafhausen absolvierte ab 1967 ein Studium der Pädagogik, Germanistik, Philosophie und Psychologie an den Universitäten Bonn, Kiel und Würzburg, das sie 1974 mit dem Lehramtsexamen für Gymnasien in Bonn abschloss. Sie blieb als wissenschaftliche Assistentin bis 1989 an der Bonner Pädagogischen Fakultät tätig. Nach Heirat mit Jürgen Macha († 2014) und Geburt von zwei Kindern (* 1975 und 1977) promovierte sie 1979 mit einer Arbeit zur Emotionalität in der Erziehung an der Philosophischen Fakultät zum Dr. phil. Für ihre Habilitation in Allgemeiner Pädagogik 1988 untersuchte sie die Pädagogisch-anthropologische Theorie des Ich.
An der Universität Bayreuth übernahm sie zwischen 1989 und 1991 mehrere Vertretungsprofessuren in Grundschul- und Schulpädagogik sowie Allgemeiner Pädagogik. Hinzu kamen ein Lehrauftrag an der Universität Koblenz und die Vertretung einer Gründungsprofessur für Allgemeine Pädagogik an der Universität Leipzig
Im April 1992 wurde sie auf den Lehrstuhl für Pädagogik mit Berücksichtigung der Erwachsenenbildung und außerschulischen Jugendbildung an der Universität Augsburg berufen – womit sie eine der ersten Gender-Forscherinnen in Deutschland war, die einen Lehrstuhl für Erziehungswissenschaft innehatte.
Hildegard Macha war Dekanin der Philosophischen Fakultät der Universität Augsburg sowie Senatorin und neun Jahre lang Frauenbeauftragte der Universität. Unter ihrer Leitung gründete sich 2008 das Gender Zentrum Augsburg (GZA) als zentrale Einrichtung der Universität, in dem sie empirische Gleichstellungsforschung betreibt und deren Ergebnisse beratend in die Praxis von Unternehmen, Verwaltungen und Organisationen transferiert. Im GZA übertrug sie das Konzept des Organisationalen Lernens aus der Organisationspädagogik auf die Gleichstellung und erarbeitete Konzepte, um Gleichstellungspolitik in Unternehmen als Prozess professionell durchzuführen. Durch die Beratung externer Organisationen als Dienstleistung werden die notwendigen Drittmittel für weitere Forschungsprojekte eingeworben.
Auch nach ihrer Emeritierung im Jahr 2012 blieb sie dem GZA verbunden und hält Vorträge und Vorlesungen an verschiedenen Universitäten.

## Schriften (Auswahl)
- Emotionale Erziehung : ein erziehungsphilosophischer Beitrag zur Individualitätsentwicklung. (Dissertation, Universität Bonn, 1979). P. Lang, Frankfurt am Main 1984, ISBN 3-8204-7528-1.
- Pädagogisch-Anthropologische Theorie des Ich. Habilitationsschrift. Klinkhardt, Bad Heilbrunn 1989, ISBN 3-7815-0635-5.
- mit Anne-Marie Lödermann, Wolfgang Bauhofer: Kollegiale Beratung in der Schule : theoretische, empirische und didaktische Impulse für die Lehrerfortbildung. Juventa-Verl, Weinheim 2010, ISBN 978-3-7799-2139-4.
- mit Susanne Gruber, Sandra Struthmann: Die Hochschule strukturell verändern : Gleichstellung als Organisationsentwicklung an Hochschulen. Budrich UniPress Ltd, Leverkusen 2011, ISBN 978-3-940755-93-3.
- mit Inka Wischmeier: Außerschulische Jugendbildung : eine Einführung. Oldenbourg, München 2012, ISBN 978-3-486-59197-2.
- mit Hildrun Brendler, Catarina Römer: Gender und Diversity im Unternehmen : Transformatives Organisationales Lernen als Strategie. Budrich UniPress Ltd., Leverkusen-Opladen 2017, ISBN 978-3-86388-213-6, urn:nbn:de:101:1-201803098988.

### Herausgeberschaft
- Erfolgreiche Frauen : wie sie wurden, was sie sind. Campus Verlag, Frankfurt am Main/New York 2000, ISBN 3-593-36598-7.
- Gender Mainstreaming und Weiterbildung - Organisationsentwicklung durch Potentialentwicklung. Budrich, Opladen 2007, ISBN 978-3-86649-053-6.
- mit Monika Witzke (Hrsg.): Familie (= Handbuch der Erziehungswissenschaft. Band 5). Schöningh, Paderborn 2011, ISBN 978-3-8252-8466-4.
- mit Inka Wischmeier (Hrsg.): Außerschulische Jugendbildung : Eine Einführung. De Gruyter, München 2012, ISBN 978-3-486-71629-0.
- Gleichstellung als Lebensaufgabe. Eine autofiktionale wissenschaftsbiographische Erzählung. Budrich, Opladen 2025.